# 事物紀原
《事物紀原》是宋朝高承編撰的一部书，專記事物原始之屬。凡10卷，共記1765事，分55部排列。
此書一說是高承所著，“自博奕嬉戲之微，魚蟲飛走之類，無不考其所自來。”每部以四字標目，如“天地生植”第一、“正朔曆數”第二。明代正统十二年（1447年）南昌閻敬校刻，书名作“事物纪原集类”，收入“惜陰軒叢書”。閻敬有序：“聖門之學，以格物致如為先；文學之士，以博問洽識為貴，而一物不知，又儒者之所恥也。夫以有限之見聞，而究無窮之事物。況載籍之繁，汗牛充棟，雖矻矻窮年，而欲其知無不盡亦難矣。此事物紀原之所由作也。”成化八年（1472年）平阳府通判李果曾將閻本略加刪定，由1841事，刪為1765事。清代納蘭永壽略加增补，作《事物纪原》补十卷。